# Titularbistum Cilibia
Cilibia ist ein Titularbistum der römisch-katholischen Kirche.
Es geht zurück auf einen untergegangenen Bischofssitz in der gleichnamigen antiken Stadt, die in der römischen Provinz Africa proconsularis (heute nördliches Tunesien) lag. Der Bischofssitz war der Kirchenprovinz Karthago zugeordnet.
| Titularbischöfe von Cilibia |                            |                                          |                |                   |
| Nr.                         | Name                       | Amt                                      | von            | bis               |
| 1                           | Víctor Manuel López Forero | Militärbischof von Kolumbien (Kolumbien) | 7. Juni 1985   | 21. Juni 1994     |
| 2                           | Javier Echevarría          | Prälat des Opus Dei                      | 6. Januar 1995 | 12. Dezember 2016 |
| 3                           | Eduard Kawa OFMConv        | Weihbischof in Lemberg (Ukraine)         | 13. Mai 2017   | 1. Juli 2025      |